# Flintshire Freeze
Flintshire Freeze är en ishockeyklubb i Queensferry i Wales i Storbritannien. Klubben bildades 1998 och spelar sina hemmamatcher i Deeside Leisure Centre. Laget vann North League-mästerskapet 2003/2004 och började säsongen 2007/2008 spela i konferens North 2 i ENIHL.